# Мајкл Блумберг
Мајкл Рубенс Блумберг (енгл. Michael Rubens Bloomberg; 14. фебруар 1942) амерички је политичар, предузетник и писац. Оснивач је и власник компаније Блумберг. Био је градоначелник Њујорка од 2002. до 2013. године. Дана 24. новембра 2019. године изјавио је да ће бити кандидат на председничким изборима у САД 2020. године, али је одустао 4. марта 2020. године и подржао Џоа Бајдена.